# John Adair
John Adair (9. ledna 1757 – 19. května 1840) byl americký politik. Předtím, než se stal politikem, působil v armádě. Bojoval například v válce za nezávislost. V roce 1805 se stal senátorem za stát Kentucky; z této funkce však odešel hned po roce. Roku 1820 se stal guvernérem Kentucky a tuto funkci opustil po čtyřech letech. V letech 1831 až 1833 byl členem sněmovny reprezentantů Spojených států amerických. Byl po něm pojmenován okres Adair County.